# Futbol Club Santa Coloma
El Futbol Club Santa Coloma (oficialment, VallBanc Futbol Club Santa Coloma) és un club andorrà de futbol de la població de Santa Coloma, dins el comú d'Andorra la Vella. El club juga actualment a la Primera Divisió d'Andorra, on l'equip més premiat amb tretze títols. També és l'equip més reeixit a la Copa Constitució, guanyant-la en deu ocasions.

## Història
Fundat el 1986, el FC Santa Coloma fou un dels membres fundadors de la primera divisió d'Andorra el 1995. Amb 13 lligues, és el club amb més èxit de la lliga nacional. i Andorran Cup (8).

## Rivalitats
El principal rival del FC Santa Coloma a Primera Divisió ha estat sempre el Sant Julià disputant un derbi anomenat El Clàssic. Tots dos equips són forts a la primera divisió d'Andorra i des de la creació del campionat els clubs competeixen per ser el campió de la màxima categoria.
El rival local del FC Santa Coloma és de fet l'equip de futbol local del seu veí, la UE Santa Coloma. La rivalitat entre aquests dos equips s'ha incrementat des de la temporada 2009/10 quan aquests equips competien per guanyar la Primera Lliga andorrana.

## Palmarès
- 13 Lliga andorrana de futbol: 1994-95, 2000-01, 2002-03, 2003-04, 2007-08, 2009-10, 2010-11, 2013-14, 2014-15, 2015-16, 2016-17, 2017-18, 2018-19[9]
- 10 Copa Constitució: 1991, 2001, 2003, 2004, 2005, 2006, 2007, 2009, 2012, 2018[10]
- 5 Supercopa andorrana de futbol: 2003, 2005, 2007, 2008, 2015

## Resultats a Europa
El 2014, el Santa Coloma va avançar per primera vegada en una ronda eliminatòria després de vèncer el FC Banants per la regla dels gols fora de casa. El gol decisiu el va marcar el porter del Santa Coloma al minut 4 del temps afegit.
| Temporada | Competició                          | R. | Club                | Casa           | Visita         | Marcador Global |
| --------- | ----------------------------------- | -- | ------------------- | -------------- | -------------- | --------------- |
| 2001–02   | Copa de la UEFA                     | RQ | FK Partizan         | 0–1            | 1–7            | 1–8             |
| 2003–04   | Copa de la UEFA                     | RQ | Esbjerg fB          | 1–4            | 0–5            | 1–9             |
| 2004–05   | Copa de la UEFA                     | 1Q | Modriča             | 0–1            | 0–3            | 0–4             |
| 2007–08   | Copa de la UEFA                     | 1Q | Maccabi Tel Aviv FC | 1–0            | 0–4            | 1–4             |
| 2008–09   | Lliga de Campions de la UEFA        | 1Q | FBK Kaunas          | 1–4            | 1–3            | 2–7             |
| 2009–10   | Lliga Europa de la UEFA             | 2Q | FC Basel            | 1–4            | 0–3            | 1–7             |
| 2010–11   | Lliga de Campions de la UEFA        | 1Q | Birkirkara FC       | 0–3            | 3–4            | 3–7             |
| 2011–12   | Lliga de Campions de la UEFA        | 1Q | F91 Dudelange       | 0–2            | 0–2            | 0–4             |
| 2012–13   | Lliga Europa de la UEFA             | 1Q | NK Osijek           | 0–1            | 1–3            | 1–4             |
| 2013–14   | Lliga Europa de la UEFA             | 1Q | Breiðablik UBK      | 0–0            | 0–4            | 0–4             |
| 2014–15   | Lliga de Campions de la UEFA        | 1Q | FC Banants          | 1–0            | 2–3            | 3–3 (c)         |
| 2014–15   | Lliga de Campions de la UEFA        | 2Q | Maccabi Tel Aviv FC | 0–1            | 0–2            | 0–3             |
| 2015–16   | Lliga de Campions de la UEFA        | 1Q | Lincoln Red Imps    | 1–2            | 0–0            | 1–2             |
| 2016–17   | Lliga de Campions de la UEFA        | 1Q | Alashkert FC        | 0–0            | 0–3            | 0–3             |
| 2017-18   | Lliga de Campions de la UEFA        | 1Q | Alashkert FC        | 1–1            | 0–1            | 1–2             |
| 2018-19   | Lliga de Campions de la UEFA        | PR | KF Drita            | 0–2 (pròrroga) | 0–2 (pròrroga) | —               |
| 2018-19   | Lliga Europa de la UEFA             | 2Q | Valur               | 1–0            | 0–3            | 1–3             |
| 2019-20   | Lliga de Campions de la UEFA        | PR | Tre Penne           | 1–0            | 1–0            | —               |
| 2019-20   | Lliga de Campions de la UEFA        | PR | KF Feronikeli       | 1–2            | 1–2            | —               |
| 2019-20   | Lliga Europa de la UEFA             | 2Q | FK Astana           | 0–0            | 1–4            | 1–4             |
| 2020-21   | Lliga Europa de la UEFA             | PR | Iskra Danilovgrad   | 0–0 (3–4 p)    | —              | —               |
| 2021-22   | Lliga Europa Conferència de la UEFA | 1Q | Mons Calpe          | 4–0            | 1–1            | 5–1             |
| 2021-22   | Lliga Europa Conferència de la UEFA | 2Q | Hibernian           | 1–2            | 0–3            | 1–5             |